# Tirà becgròs
El tirà becgròs (Tyrannus crassirostris) és un ocell de la família dels tirànids (Tyrannidae).

## Hàbitat i distribució
Habita matolls àrids, sabana i bosc de rivera des del sud-est d'Arizona, sud-oest de Nou Mèxic, Sonora, sud-oest de Chihuahua, oest de Texas, Sinaloa i oest de Durango cap al sud fins Guerrero, Morelos i sud de Puebla i oest d'Oaxaca.